# Дерекенд-Парченисский магал
Дерекенд-Парченисский магал — один из магалов Эриванского ханства.

## География
Этот магал располагался на юго-западных границах Эриванского ханства, на правобережье Аракса. Даракенд-Парченисский магал граничил на севере с Саадлинским магалом, на юго-западе — с Османским государством, а на востоке — с Сурмелинским магалом. Новый магал охватывал протянувшиеся от Баязидской границы до реки Аракс долины и ущелья Парченис, Даракенд, Парнауд.

## История
Магал был образован Гусейн Али-ханом Каджаром путём вывода его территории из состава Сурмалинского магала, для управления важными соляными копями Кюльбе. Помимо 8-ми разрушенных сёл, в ущелье Парченис было 26 пригодных сёл, а в Даракендском ущелье — 54. Здесь находились знаменитое селение Гогб (Гулп) и одноимённое месторождение соли, которая отличалась по своему качеству и составу. Большая часть этой соли экспортировалась в Карабах, Грузию и Баязидский пашалык. Это село превратилось в центр магала. Сам магал был главным центром кочевого племени асни. Его 55 сёл — 26 в Парченисе и 29 в Дерекенде, административный центр которых находился в Кюльбе, орошались притоком Аракса.

## Сёла

### Разрушенные сёла во время войн
Список сёл, разрушенных в районе в результате русско-персидской и русско-турецкой войн 1826—1828 и 1828—1829 годов:
1. Каракоюнлу, 2. Кити, 3. Сюрмели, 4. Ашыг Хусейн, 5. Гарабулаг, 6. Гарагала, 7. Чалдаг, 8. Газыгопаран.

### Существующие сёла после 1828 года
В долине Парчениса: 1. Гара Гала, 2. Пирили, 3. Тулаби, 4. Гамышлы, 5. Гатырлы, 6. Яглы, 7. Гюльахмед, 8. Гызылбулаг, 9. Товузгёл (Тавусгон), 10. Индже, 11. Аббас гёлю, 12. Али Коса, 13. Парченис хараба, 14. Хамиркясян, 15. Парченис Каладжа, 16. Гуру Агадж, 17.Демирсыхан, 18. Гайахараба, 19. Алчалы, 20. Гараджавиран (Гараджейран), 21. Джадгыран (Чаткаран), 22. Гандзак, 23.Гайагышлаг, 24. Гюлаби, 25. Экерек (Акерак), 26. Суки́.
В долине Дарекенд: 27. Кахин, 28. Хасанджан, 29. Хадимли (Хаджимли), 30. Сарабдал, 31. Чичекли, 32. Келекли, 33. Гюльбулаг (Гумбулаг), 34. Хасанкенди, 35. Агдиш (Акдис), 36. Союкбулаг, 37. Джандервиш, 38. Амироджаг, 39. Гырхбулаг, 40. Каладжа, 41. Огрунджа, 42. Агкаш, 43. Джафарабад, 44.Гарадаш (Байрамкенди), 45. Аливерди хараба, 46. Кирампа Ашагы (Герампа Ашага), 47. Алималы, 48. Текалты (Тякялту), 49. Пирдемир, 50. Тиканлы, 51. Парноут, 52. Ирабад, 53. Чырахлы, 54. Османкенди.